# Свети Илия (Петрич)
Вижте пояснителната страница за други значения на Свети Илия.
„Свети Илия“ е православна църква в българския град Петрич, част от Неврокопската епархия на Българската православна църква.

## История
Храмът е разположен в южния край на махалата Виздол, в склоновете на Беласица, южно над града. Построен е в 1923 година в подножието на средновековната крепост Гяур калеси. При ремонтни дейности около храма е открита монетна находка от 200 медни монети на византийски императори от XII век. Това дава основание да се предполага, че на мястото на църквата или близо до нея е имало средновековен храм, който е бил част от Долния град, разположен под крепостта.
Църквата представлява малка трикорабна, едноапсидна псевдобазилика без купол, притвор и камбанария. Вътрешното пространство е разделено на три кораба от два реда от по три колони, които поддържат дървената покривна конструкция. Таваните над страничните кораби са равни, а средният е засводен.